# Grono
Grono je obec ve švýcarském kantonu Graubünden, okresu Moesa. Nachází se v údolí řeky Moesa, asi 73 kilometrů jihozápadně od kantonálního hlavního města Churu, v nadmořské výšce 336 metrů. Žije zde přibližně 1 400 obyvatel.
K 1. lednu 2017 došlo ke sloučení dříve samostatných politických obcí Verdabbio a Leggia pod obec Grono.

## Geografie

Historický letecký pohled na Grono (1964)

Grono se nachází na pravém břehu řeky Moesa v údolí Val Mesolcina. Přibližně 60 % rozlohy obce tvoří lesy a lesní porosty, 30 % neproduktivní půda. Z využitelné půdy tvoří asi 5 % zastavěná půda a 5 % je využíváno pro zemědělství, které tvoří především vinice.
Grono sousedí s obcemi Roveredo, Buseno, Castaneda, Santa Maria in Calanca, Calanca, Lostallo a Cama. Na východě hraničí s obcemi Gordona a Dosso del Liro v italské provincii Como.

## Historie
Jedním z nejstarších domů v obci je pětipatrová budova Torre Fiorenzana, která byla postavena pravděpodobně před rokem 1200. V roce 1219 je poprvé zmiňováno de Grono s kostelem San Clemente a v roce 1395 se vesnice jmenuje de Agrono. Grono nejprve patřilo pod vikariát a squadru Roveredo, záviselo také na kapitule San Vittore a samostatnou farností se stalo až v roce 1521. Torre Fiorenzana patřila rodině de Sacco a v roce 1406 zde byl zavražděn Alberto de Sacco. Palazzo Togni neboli Ca' Rossa, červený dům, byl postaven v roce 1721 a v roce 1977 zrekonstruován. Do roku 2004 zde sídlila regionální sekce Pro Grigioni Italiano a nyní je majetkem Museo moesano, regionálního muzea oblasti Misox.

## Obyvatelstvo
| Rok            | 1773 | 1850 | 1900 | 1950 | 2000 | 2010 | 2012 | 2014 | 2016 | 2020 |
| Počet obyvatel | 296  | 517  | 484  | 528  | 916  | 952  | 987  | 1016 | 1023 | 1397 |

Údolí Moesa je jednou z italsky mluvících oblastí kantonu Graubünden. Převážná většina obyvatel obce tak hovoří italsky.

## Doprava

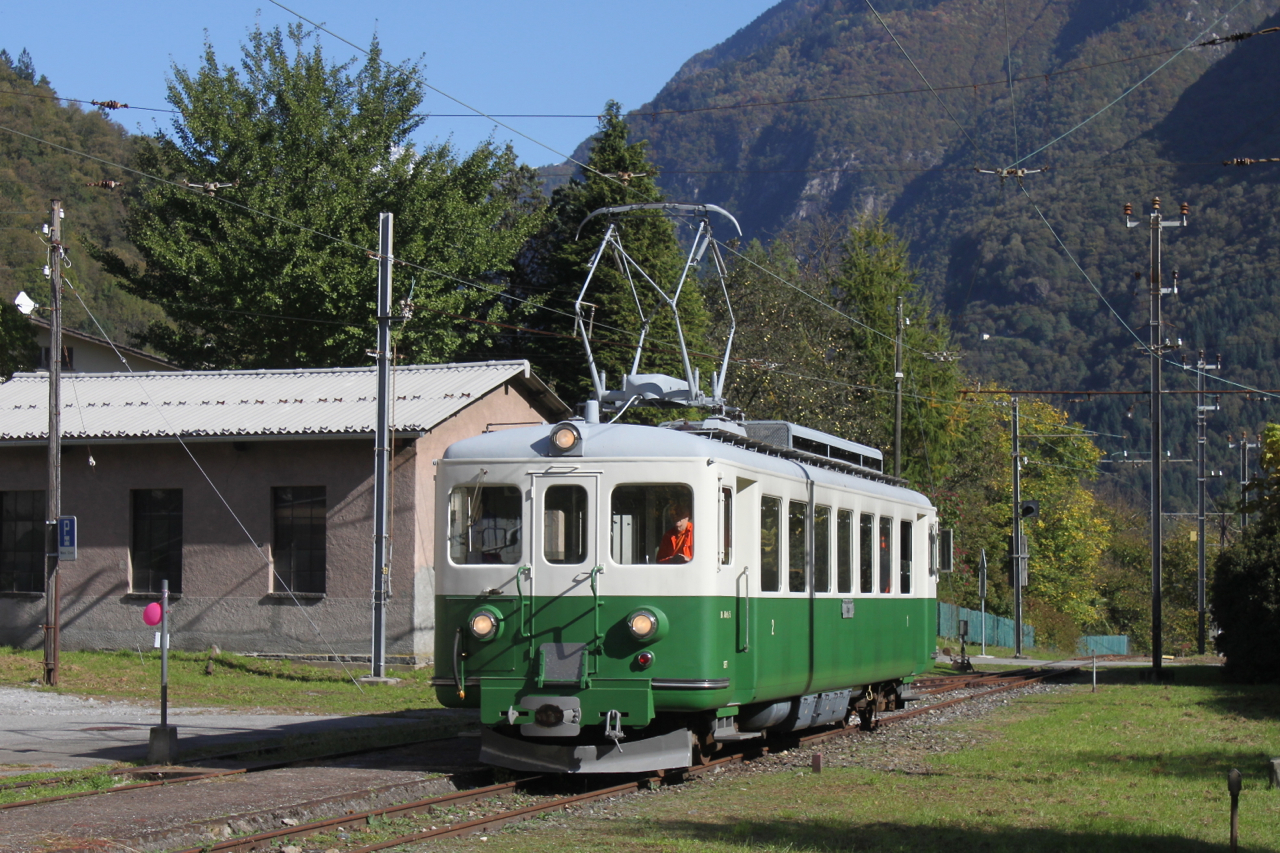
Muzejní souprava ve stanici Grono (2012)

Grono leží na dálnici A13 v trase St. Margrethen – Chur – Bellinzona a hlavní silnici č. 13.
Železniční spojení do obce zajišťovala železniční trať z Bellinzony do Mesocca, otevřená roku 1907. Pro malý zájem cestujících byla na trati v květnu 1972 ukončena osobní doprava a zcela zrušen úsek mezi Bellinzonou a stanicí Castione-Arbedo. V roce 1978 horní úsek trati poničila silná bouře a i nákladní doprava byla následně zcela zastavena. Na zbylém úseku Castione-Arbedo – Cama probíhal až do roku 2013 muzejní turistický provoz; od roku 2013 je trať zcela bez provozu a čeká na další osud.

## Osobnosti
- Ferdinand Cattini (1916–1969), švýcarský hokejista (útočník), pocházel z Grona
- Hans Cattini (1914–1987), švýcarský hokejista (útočník), pocházel z Grona

## Zajímavost
Dne 11. srpna 2003, během vlny veder v Evropě v roce 2003, byla v Gronu zaznamenána nejvyšší teplota ve Švýcarsku, a to 41,5 °C. Grono je tak stále jediným místem ve Švýcarsku, kde byla národní meteorologickou službou MeteoSwiss oficiálně naměřena teplota vyšší než 40 °C. V té době se meteorologická stanice Grono nacházela na slunném svahu v nadmořské výšce 328 m n. m. v dolní části údolí Misox. Dnes se stanice nachází na dně údolí v nadmořské výšce 324 m.